# Luca Netz
Luca Netz (sinh ngày 15/5/2003) là cầu thủ bóng đá chuyên nghiệp người Đức hiện đang thi đấu ở vị trí hậu vệ cánh trái cho Borussia Mönchengladbach.

## Danh hiệu
Cá nhân
- Fritz Walter Medal U19 Silver: 2022[3]
- Fritz Walter Medal U17 Bronze: 2020[4]